# Švitrigaila

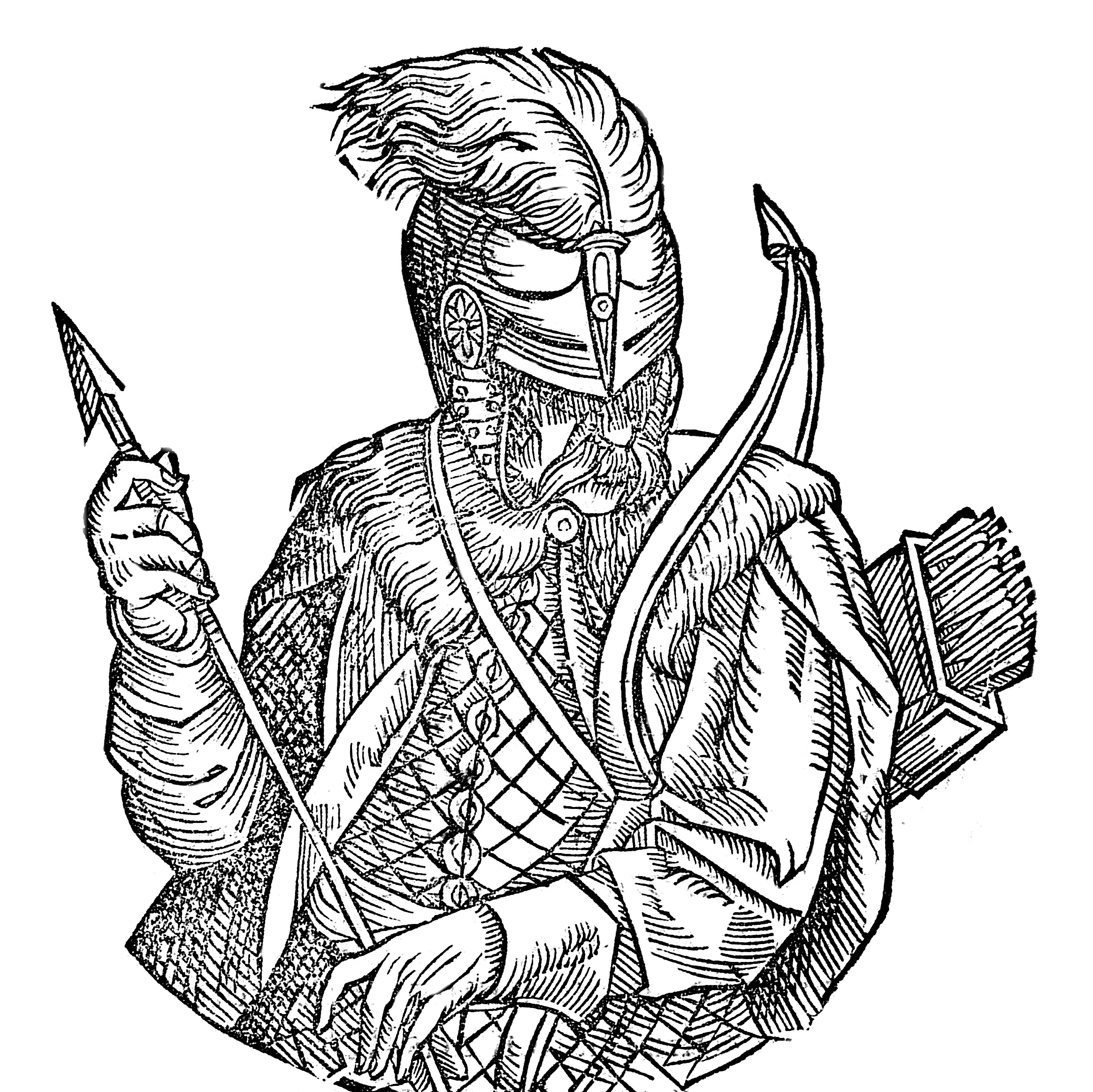
Švitrigaila von Alexander Guagnini

Swidrygiello  (polnisch Boleslaw Świdrygiełło litauisch Svitrigaila) (* um 1370; † 10. Februar 1452) war ein litauischer Großfürst.

## Leben und Wirken
Švitrigaila war in den Jahren 1430 bis 1432 Großfürst von Litauen. Sein Vater war der Großfürst Olgierd, die Mutter, Juliana, entstammte den Fürsten von Twer. Als Gegner der Union zwischen Polen und Litauen verbündete er sich mehrmals mit dem Deutschen Ritterorden gegen seinen älteren Bruder Jogaila, der inzwischen als Władysław II. Jagiełło König von Polen geworden war, bzw. gegen seinen Vetter Wigand (lit. Vytautas), der Großfürst in Litauen war. Nach dessen Tod 1430 verbündete er sich wieder mit dem deutschen Ritterorden, dem Großfürstentum Moskau und dem Kaiser Sigismund von Luxemburg, was zu einem von 1432 bis 1439 dauernden Bürgerkrieg führte. Besiegt 1435 durch Sigismund Kęstutaitis, den neuen, von König Jagiełło ernannten Großfürsten von Litauen, floh Švitrigaila nach Pokutien. Von dort durfte er erst 1440 nach Litauen zurückkehren. Nachdem er die Oberhoheit seines Neffen, des neuen polnischen Königs Kasimir IV. Jagiełło, anerkannt hatte, wurde er mit Wolhynien bedacht. Seine Frau war eine Prinzessin von Twer. Der einzige Sohn starb im Kindesalter.